# Germano De Biagi
Germano De Biagi (Città di San Marino, 1949) è un politico e imprenditore sammarinese.

## Carriera
È stato nominato per tre volte capitano reggente ed è stato eletto nel Consiglio Grande e Generale per il Partito dei Socialisti e dei Democratici.
È anche un imprenditore, nel ramo dell'elettronica e ha fondato negli anni '80 il mega store Electronics a Dogana sul confine tra Italia e San Marino chiuso definitivamente il 9 giugno 2014. Ha partecipato ai Campionati Mondiali di pesca sportiva nel 1975, classificandosi terzo. In ambito sportivo, è poi passato al calcio, diventando il patron del San Marino Calcio, conquistando 4 vittorie di campionato, 3 delle quali consecutive, che valsero alla Società la Serie C1.
Nell'aprile del 2012 è stato implicato in alcuni guai che ha avuto la Banca Commerciale Sammarinese, che è stata commissariata in seguito anche alla sua firma in una delibera del 2010.
L'11 luglio 2011 ha lasciato la presidenza del San Marino Calcio, diventando presidente onorario.
Il 2 aprile 2012 ha deciso di lasciare la politica, dopo che era in Consiglio Grande e Generale dal 1978 e di non candidarsi alle elezioni politiche del 2012.